# Anmyeondo
Anmyeondo (en coreano: 안면도, Hanja:安眠島) es una isla que pertenece al municipio de Taean, en la provincia de Chungcheong del Sur, el oeste de Corea del Sur. Originalmente se trataba de un cabo, pero durante el período yeonguijeong (nombre de la dinastía Joseon gobernante) Kim yuk ordenó traer el agua directamente de la zona marítima entre Changgiri (Anmyeoneup) y Sinonri (Nammyeon) para la protección del saqueo de los piratas japoneses, y para traer impuestos a Hanyang. En 1970, el puente Anmyeongyo (puente de 208,5 m) conectó la isla a la tierra firme. Es un monumento natural desde 1962, posee alrededor de 16 playas.